# Seznam osebnosti iz Občine Destrnik
Seznam osebnosti iz Občine Destrnik vsebuje osebnosti, ki so se tu rodile, delovale ali umrle.
Občina Destrnik ima 17 naselij: Desenci, Destrnik, Dolič, Drstelja, Gomila, Gomilci, Janežovci, Janežovski Vrh, Jiršovci, Levanjci, Ločki Vrh, Placar, Strmec pri Destrniku, Svetinci, Vintarovci, Zasadi, Zgornji Velovlek.

## Ekonomija in politika
- Zvonimir Holc (1959, Ptuj - 2008, Ločki Vrh), župan, politik
- Franc Krajnc (1945, Vintarovci), novinar, ekonomist, turistični delavec
- Franc Kramberger (1810, Svetinci - 1878, Slatina), kulturni delavec, narodni buditelj
- Ervin Maurič (1938, Gradec), ekonomist, univerzitetni profesor; v Destrniku je končal osnovno šolo
- Franc Pukšič (1959, Ptuj), poslanec, pedagog, župan, politik
- Franjo Rebernak, politik in gospodarstvenik
- Lojzka Stropnik (1921, Placar - 2009, Ptuj), družbenopolitična delavka
- Vladimir Vindiš (1950, Ptuj), župan
- Milan Zver (1962, Ljubljana), politik, univerzitetni profesor
- Janez Žampa (1929, Levanjci - 2016, Ptuj), politik, kmet

## Družboslovje in humanistika
- Ivan Lovrenčič (1954, Ptuj - 2020, Ptuj), arhivist, ravnatelj muzeja, zgodovinar, predsednik občinskega sveta Destrnik - Trnovska vas
- Matija Murko (1861, Drstelja - 1952, Praga), slavist, etnograf
- Alojz Perger (1776, Sveti Urban - 1839, Norički Vrh), zgodovinar, leksikograf, narodni buditelj
- Jelka Pšajd (1973, Kranj), univ. dipl. sociologije, etnologije in kulturne antropologije
- Jožef Zelenik (1846, Levanjci - 1910, Ptuj), jezikoslovec, rodoljub

## Književnost in šolstvo
- Janez Bezjak (1822, Destrnik - 1905, Remšnik), učitelj
- Matija Belec (1877, Ločki Vrh - 1952, Bišečki Vrh), ljudski pesnik in pisatelj
- Jože Hameršak (1895, Destrnik - 1967, Javornik), pisatelj, zidar
- Jože Horvat (1836, Zasadi - 1893, Ljutomer), nadučitelj
- Fran Kocbek (1863, Ločki Vrh - 1930, Gornji Grad), učitelj, organizator planinstva, pisatelj, publicist
- Ivan Kocmut (1848, Janežovski Vrh - 1932, Ostrovec), učitelj, pevovodja in organist
- Marija Kralj (1901, Trst - 1980, Ljubljana); učiteljica in prosvetna delavka
- Mirko Majcen (1890, Slovenska Bistrica - 1977, Ptuj), učitelj in prosvetni delavec
- Janez Marinič ml. (1817 - 1873), šolski nadzornik, posestnik
- Vinko Reš (1862, Trnovska vas - 1933, Vintarovci), šolnik
- Janko Potočnik (1930, Strmec), pesnik
- Ivan Dragotin Šamperl (1815, Jiršovci - 1836, Jiršovci), pesnik, prevajalec
- Branko Širec (1948, Dobrina), profesor geografije, ravnatelj OŠ Gorišnica
- Aleš Šteger (1973, Ptuj), pesnik in prevajalec

## Medicina in veterina
- Franc Irgl (1908, Janežovci - 1983, Ormož), veterinar
- Jože Potrč (1903, Vintarovci - 1963, Ljubljana), zdravnik, politik, humanist

## Religija
- Lavoslav Gregorec (1839, Destrnik - 1924, Nova Cerkev), duhovnik, profesor teologije, politik, državni poslanec, narodnoobrambni delavec, urednik
- Bonaventura Herga (1907, Destrnik - 1944, Mamolj), duhovnik
- Milan Holc (1946, Orešje), minorit in biblicist
- Karel Jaš (1901, Šentilj - 1999, Maribor), duhovnik, kaplan pri Svetem Urbanu
- Milan Kos (1962, Ločki Vrh), redovnik, duhovnik
- Stanislav Lorbek (1918, Sveta Ana - 2004, Maribor), duhovnik, župnik pri Svetem Urbanu
- Vinko Poljanec (1876, Destrnik - 1938, Škocjan v Podjuni), duhovnik, narodni buditelj
- Pavel Potočnik (1880, Destrnik - 1934, Maribor), duhovnik, kulturni delavec
- Janez Razbornik (1885, Ljubno - 1973, Celje), duhovnik, župnik pri Svetem Urbanu
- Franc Simonič (1803, Levanjci - 1866, Gaj nad Mariborom), duhovnik
- Franc Toplak (1818, Destrnik - 1904, Podgorci), duhovnik, zbiralec ljudskega besedišča
- Mihael Valdhuber (1938, Kamnica - 2004), duhovnik, żupnik pri Svetem Urbanu
- Leopold Volkmer (1741, Ljutomer - 1816, Destrnik), duhovnik, pesnik, glasbenik, skladatelj, vzgojitelj
- Franc Zimmermann (1777, Slovenska Bistrica - 1843), lavantinski škof

## Razno
- Janez Irgl (1951, Ptuj), gasilec
- Franc Korošak (1831, Vintarovci - ?), izdelovalec orgel
- Marija Krajnc (1902, Levanjci - 1961), kmetica in fotografinja
- Slavko Krajnc (1929, Levanjci - 2002), umetno kovaštvo
- Franc Osojnik (1900, Janežovci - 1942, Slovenske gorice), partizan, ustanovitelj Slovenskogoriške - Lackove čete
- Mirko, Vinko in Kostja Reš, borci Slovenskogoriške čete, padli v Mostju 8. avgusta 1942; po njih se je med leti 1962 in 1991 imenovala OŠ
- Franc Simeonov (1929, Zgornje Vodale - 2003), gasilec
- Marija Stöger (1943, Tibolci), zborovodkinja
- Marjan Šneberger (1946, Placar - 2000, Ljubljana), radijski novinar
- Emil Štumberger (1941, Višnjica - 1981, Destrnik), ljubiteljski slikar
- Milena Zelenik (1963, Ptuj), izdelki domače obrti
- Helena Zorko (1921, Destrnik - 1976, Ljubljana), pionirka RTV